# Northbourne
Northbourne är en ort och civil parish i grevskapet Kent i sydöstra England. Orten ligger i distriktet Dover, cirka 4 kilometer väster om Deal. Civil parishen hade 727 invånare vid folkräkningen år 2021.